# Райан Райанс
Райан Райанс (англ. Ryan Ryans; род. 8 марта 1990, Орландо, Флорида, США) — американская порноактриса.

## Биография
Родилась во Флориде в марте 1990 года в семье с немецкими корнями.

## Карьера
Снимается в порно с 2014 года. Преимущественно в индивидуальных сценах и видео лесбийского секса. В апреле 2014 года была выбрана киской месяца журналом Penthouse.
Работала со студиями Evil Angel, Twistys, Hustler, Reality Kings, Girlfriends Films, Penthouse, Brazzers, Digital Sin и Sweetheart Video.

## Премии и номинации[3]
- 2014 Девушка месяца—апрель журнала Penthouse[4]
- 2015
  - AVN Awards — Актриса года лесбийского порно, лучшая сцена лесбийского секса, горячий новичок (выбор фанатов): номинация[3]
  - XBIZ Award — Лучшая сцена лесбийского секса: номинация[3]
- 2016
  - AVN Awards — Актриса года лесбийского порно, лучшие сиськи (выбор фанатов), лучшая сцена лесбийского секса, лучшая сцена группового лесбийского порно (вместе с Дэни Дэниелс, Лекси Белл, Мерседес Каррера, Мэдди О’Райли, Эш Халливуд, Аной Фокс, Кейшей Грей и Анникой Элбрайт)[3]
  - XRCO Award — Лучшая исполнительница года в лесбийском порно[3]
- 2017
  - AVN Awards — Актриса года лесбийского порно, лучшая сцена лесбийского секса, выбор фанатов: номинация

## Избранная фильмография
- Abigail Loves Girls[5],
- Fetish Fanatic 14[6],
- Finger Lickin Girlfriends 4[7],
- Girls Kissing Girls 15[8],
- Here Comes the Bride[9],
- Sisterly Love 2[10],
- The Magnificently Breasted 7[11],
- Wet Lips[12].